# Eleição presidencial na Argentina em 1995
As eleições presidenciais argentinas de 1995 reelegeram o então presidente Carlos Menem como presidente para um mandato de 4 anos. Ex-governador da província andina de La Rioja e apoiado por uma coalizão entre peronistas com membros da direita tradicional, Menem ganhou em primeiro turno contra o também peronista José Octavio Bordón. 
Com uma participação de 82% dos eleitores, Meném ganhou em todas as províncias, com exceção da cidade de Buenos Aires, para se sagrar o primeiro presidente reeleito democraticamente na Argentina para dois mandatos consecutivos desde a redemocratização do país. 

## Histórico
O Partido Justicialista foi fundado por Juan Perón em 1945 com uma base programática voltada para os mais pobres da sociedade, aumentando o papel do estado na economia e fortalecendo os sindicatos, tendo sido descrito como “populista” e “assistencialista”. Como a ideologia peronista baseava-se mais em um culto à personalidade de Perón do que a uma base programática fixa, o Partido Justicialista contava com uma grande gama de tendências internas e facções. Menem, dentro do contexto das eleições de 1989 e 1995, representava uma candidatura de forças políticas do centro e da direita, tendo sido descrito como um presidente neo-liberal.
O governo de transição democrática encabeçado pelo candidato da UCR Raúl Alfonsín culminou em uma grave crise econômica hiperinflacionária no ano de 1989, com a redução de -7,2% do PIB em um ano e com a inflação estimada em 3079%.
Menem assumiu a presidência alinhado com o FMI e pelo Banco Mundial a manter uma política econômica ortodoxas de acordo o Consenso de Washington  e começou um processo de privatização das empresas estatais argentinas, que incluíram Entel (comunicações), Aerolineas Argentinas, Gas del Estado e YPF (setor de energia). O processo de privatizações contou com denúncias de corrupção e foi criticado pela falta de transparência, gerando com que algumas empresas fossem reestatizadas posteriormente.
Após 18 meses de resultados inconstantes, em fevereiro de 1991, Menem alçou o ex-presidente do Banco Central, Domingo Cavallo, ao posto de Ministro da Fazenda. O economista introduziu uma taxa de câmbio fixa com o dólar a partir de seu Plano Cavallo, que substituiu a moeda argentina austral pelo atual Peso Argentino.  
A medida foi eficiente em diminuir as taxas de juros e de inflação no país, embora tenha contribuído para uma diminuição do salário real da população, um crescimento de cinco vezes nas importações e, portanto, uma queda na balança comercial do país. O Plano Cavallo, que duraria até 2001, foi uma das inspirações do bem-sucedido Plano Real brasileiro, mas também foi tido por economistas como um dos fatores responsáveis pela desindustrialização, pela sobrevalorização do peso e pelo aumento da dívida externa argentina, fatores determinantes para a crise econômica argentina que culminou em 2001.
A abertura comercial argentina foi casada com amplas reformas trabalhistas, que promoveram a diluição das leis laborais básicas, ao menor pagamento de horas extras e, como já citado, pela privatização de empresas estatais. Este conjunto de medidas gerou um aumento do desemprego de 7% em 1992 para 12% em 1994, o crescimento da pobreza no país e o aumento da desigualdade.
No entanto, como a estabilidade cambial e a diminuição da inflação propiciaram um aumento constante do PIB entre 1991 e 1994, Menem contava com amplo apoio popular. Em 1993, o então presidente e o ex-presidente e adversário político Raul Alfonsin, presidente da UCR, criaram um acordo político para uma reforma constitucional que permitisse a reeleição presencial e diminuísse a duração do mandato de 6 para 4 anos, similar ao que aconteceria no Brasil em 1997.

## Corrida Eleitoral
Uma parcela de esquerda do partido Justicialista, contrárias às privatizações e aos problemas sociais causados por Menem, decide criar uma coalização à esquierda com partidos socialistas regionais e colocar como candidato o governador da província de Mendoza, José Octavio Borón. Essa inesperada terceira força ajuda a romper com o bipartidarismo histórico na democracia argentina entre o Partido Justicialista e a UCR, anti-peronista.
A mudança constitucional de 1994 promoveu novas regras eleitorais, de modo que a vitória poderia ser alcançada por voto direto, além da possibilidade de um segundo turno eleitoral caso um candidato obtivesse menos de 45% dos votos. Apesar da grande vantagem política do Partido Justicialista, que contava com maioria no Senado e na Câmara, o país enfrentou uma inesperada crise econômica decorrente da fuga de investimentos estrangeiros após a Crise da Tequila no México, que diminuiu a confiança de investidores em países emergentes. A Argentina terminaria o ano de 1995 com uma queda de -2,8% do PIB. Para além da crise econômica, os relatos de corrupção do governo Menem em compras feitas pelo Estado aumentaram a confiança da oposição.
Durante a campanha, Menem defendeu seu programa de governo, apontando o sucesso econômico alcançado pela Argentina durante seu mandato, e enfatizando a hiperinflação causada pelo radicalismo antes de sua chegada ao poder, afirmando, como slogan de sua campanha: "Sou eu ou o caos", posição que foi duramente criticada por outros candidatos.
A oposição se encontrava fragmentada entre a FREPASO, alternativa de esquerda, e a UCR, partido político mais antigo da Argentina e com mais força nas províncias. A campanha do candidato radical (UCR) foi criticada pela falta de coesão interna e por seu candidato, Massaccesi, visto como muito próximo a Menem e com a antipatia do eleitorado de seu partido. Por sua vez, a FREPASO e o carismático Borón ganharam tração ao evidenciar os efeitos sociais negativos das políticas de Menem, apontar a corrupção de seu governo e argumentar que o candidato peronista traía os princípios de seu partido justicialista. Outro candidato, Aldo Rico, líder de uma parcela de militares descontentes com a democracia, não ganhou tração política e terminou a eleição com apenas 1,5% dos votos.

## Resultados
As denúncias de corrupção e a recessão abrupta não foram suficientes para impedir a reeleição do então presidente Menem em primeiro turno, com 49,94% dos votos. Vale ressaltar que, desde a reforma constitucional de 1994, um candidato pode ser eleito na Argentina em primeiro turno com menos de 50% dos votos, desde que tenha mais de 40% dos votos válidos e 10% a mais do que o segundo colocado. A grande coalização de forças de centro e direita ao redor de Menem e a divisão da oposição em dois candidatos que não conseguiram emplacar resultaram na vitória do governo ainda no primeiro turno. 
A FREPASO obteve quase 30% dos votos e a UCR menos de 17%, marcando a primeira vez em eleições democráticas que o partido mais antigo da Argentina não ficou em primeiro ou segundo lugar. Menem triunfou em todas as províncias, exceto na cidade de Buenos Aires, onde Bordón obteve 44,53% dos votos, superando o candidato Justicialista em quase três pontos. Nas eleições legislativas que ocorreram no mesmo dia, a UCR se manteve no segundo lugar em número de votos total, em congressistas e em governadores. Nas eleições para a cidade de Buenos Aires que ocorreram em 1996, a UCR conseguiria eleger Fernando de la Rúa, que se tornaria o próximo presidente argentino ao substituir Menem em 2001.
|                       | Carlos Menem              | Carlos Ruckauf                | Partido Justicialista | Peronismo Ortodoxo/Menemismo        | 8.687.511  | 49,94 / 100,00  |  |  |  |  |  |  |  |
|                       | José Octavio Bordón       | Carlos Álvarez                | FREPASO               | Peronismo Tradicional               | 5.096.104  | 29,30 / 100,00  |  |  |  |  |  |  |  |
|                       | Horacio Massaccesi        | Antonio María Hernández       | UCR                   | Social-democracia                   | 2.956.137  | 16,99 / 100,00  |  |  |  |  |  |  |  |
|                       | Aldo Rico                 | Julio César Fernández Pezzano | MODIN                 | Militarismo/Peronismo Ortodoxo      | 310.069    | 1,78 / 100,00   |  |  |  |  |  |  |  |
|                       | Fernando Solanas          | Carlos Imizcoz                | Frente Sur            | Peronismo ecológico                 | 71.625     | 0,41 / 100,00   |  |  |  |  |  |  |  |
|                       | Fernando López de Zavalía | Pedro Benejam                 | Força Republicana     | Regionalismo de Tucumã              | 64.007     | 0,37 / 100,00   |  |  |  |  |  |  |  |
|                       | Outros                    |                               |                       | Socialismo, Regionalismo, Humanismo | 209.831    | 1,21 / 100,00   |  |  |  |  |  |  |  |
| Votos afirmativos     | Votos afirmativos         | Votos afirmativos             | Votos afirmativos     | Votos afirmativos                   | 17.395.284 | 95,56 / 100,00  |  |  |  |  |  |  |  |
| Votos brancos         | Votos brancos             | Votos brancos                 | Votos brancos         | Votos brancos                       | 653.443    | 3,59 / 100,00   |  |  |  |  |  |  |  |
| Votos nulos           | Votos nulos               | Votos nulos                   | Votos nulos           | Votos nulos                         | 125.112    | 0,69 / 100,00   |  |  |  |  |  |  |  |
| Diferença de atas     | Diferença de atas         | Diferença de atas             | Diferença de atas     | Diferença de atas                   | 30.085     | 0,16 / 100,00   |  |  |  |  |  |  |  |
| Total de votos        | Total de votos            | Total de votos                | Total de votos        | Total de votos                      | 18.203.924 | 100,00 / 100,00 |  |  |  |  |  |  |  |
|                       |                           |                               |                       |                                     |            |                 |  |  |  |  |  |  |  |
| Participação          | Participação              | Participação                  | Participação          | Participação                        | 18.203.924 | 82,08 / 100,00  |  |  |  |  |  |  |  |
| Abstenção             | Abstenção                 | Abstenção                     | Abstenção             | Abstenção                           | 3.974.277  | 17,92 / 100,00  |  |  |  |  |  |  |  |
| Eleitores Registrados | Eleitores Registrados     | Eleitores Registrados         | Eleitores Registrados | Eleitores Registrados               | 22.178.201 | 100,00 / 100,00 |  |  |  |  |  |  |  |